# Hohenthurm
Hohenthurm là một đô thị thuộc huyện Saalekreis, bang Saxony-Anhalt, Đức.